# Prince of Qin
Prince of Qin (秦殇) est un jeu vidéo de type action-RPG développé par Object Software et édité par Strategy First, sorti en 2002 sur Windows.

## Accueil
- GameSpot : 6,7/10[1]
- IGN : 6,8/10[2]